# 一一巡迴演唱會
《一一巡迴演唱會》，是台灣女歌手、S.H.E成員HEBE田馥甄的第二輪巡演，也是第三次以個人身份站上台北小巨蛋舉辦個人演唱會。此次巡演自2020年9月25日至9月28日在台灣台北一連四場揭開序幕。邀請顏伯駿操刀演唱會視覺設計。

## 巡演歷程
2020年7月1日，田馥甄舉行記者會，宣布即將發行新專輯及新一輪的巡演相關訊息，這也是田馥甄與新東家何樂音樂首度合作的作品。7月11日，首站台北場9月25日、26日、27日三場開始售票後1分鐘內33000張門票全數售罄，主辦單位宣布於9月28日再加演一場。
2022年2月24日，田馥甄於Live in Life系列的〈現在是什麼時辰了〉單曲發布會上宣布將於5月13至16日在高雄巨蛋開唱，並於3月30日生日當天售票，後因本土疫情升溫，於4月25日宣布延期至同年9月9至12日舉行。後因田馥甄患上重感冒而再次延期至9月16日至19日。最後再因台灣於9月17日起頻繁地震而取消18日和19日的場次。因此高雄場次僅舉辦兩場即喊停。
2023年3月30日，田馥甄於生日當天宣布演唱會將在8月份重返台北小巨蛋舉辦最終場，台北最終場共計5個場次，突破自己的開唱紀錄。
2023年8月5日、6日、11日、12日、13日，于台北小巨蛋举办《田馥甄一一演唱会台北最终场》，本次演唱会特别邀请了五组嘉宾，分别为魏如萱、安溥、S.H.E、許光漢、吳青峰，并首唱2023新单曲〈乘着無人光影的遠行〉。
2023年8月13日，一一演唱會最終場，田馥甄好姊妹Selina與妹妹任容萱一起來看最後一場演唱會。隨著《無人知曉》裡的最後一曲〈或是一首歌〉，演唱會落幕。但現場的粉絲並沒有如前四場一樣，結束即離去，反倒是正面二樓的觀眾開始舉起手中的牌子，排出了一顆大大的愛心，和田馥甄的英文名字「HEBE」。全場大唱著陳珊妮寫給田馥甄的〈To Hebe〉，這一次的安可，由歌迷獻給歌手。
不願散去的歌聲也喚出了下班了穿著便服的田馥甄，以一身藍色輕裝再次返回舞台，揶揄了句「哪來的野孩子，還不回家！」看著溫哥華、香港、新加玻等各國到來的歌迷，以及許多人手舉的布條寫著「一一畢業快樂，To Hebe」，田馥甄一一感謝，並破例多清唱了兩曲。一首，是收錄在 S.H.E 首張專輯《女生宿舍》的 Hebe 獨唱曲〈替我愛你〉，另一首則是收入在專輯《日常》裡的〈餘波盪漾〉，讓鮮少被演唱的遺珠歌曲們，都在這場演唱會被一一演唱。
田馥甄再次道謝：「謝謝你們的餘波蕩漾，讓我的生命更輝煌，謝謝大家給我一個這麼特別、不一樣的日常，給我這麼圓滿的一一畢業典禮，我覺得很快樂、圓滿。」

## 巡演場次
| 場次 | 日期          | 國家／地區 | 城市 | 場館       | 嘉賓           | 備註                                                         |
| ---- | ------------- | ---------- | ---- | ---------- | -------------- | ------------------------------------------------------------ |
| 1    | 2020年9月25日 | 臺灣       | 台北 | 台北小巨蛋 | 不適用         |                                                              |
| 2    | 2020年9月26日 | 臺灣       | 台北 | 台北小巨蛋 | 不適用         |                                                              |
| 3    | 2020年9月27日 | 臺灣       | 台北 | 台北小巨蛋 | 不適用         |                                                              |
| 4    | 2020年9月28日 | 臺灣       | 台北 | 台北小巨蛋 | 不適用         | 加場                                                         |
| 5    | 2022年9月16日 | 臺灣       | 高雄 | 高雄巨蛋   | 不適用         |                                                              |
| 6    | 2022年9月17日 | 臺灣       | 高雄 | 高雄巨蛋   | 不適用         |                                                              |
| 7    | 2023年8月5日  | 臺灣       | 台北 | 台北小巨蛋 | 魏如萱         | 合唱〈底里歇斯〉、〈你是不會當樹嗎〉                         |
| 8    | 2023年8月6日  | 臺灣       | 台北 | 台北小巨蛋 | 安溥           | 合唱〈如何〉、〈最好的時光〉                                 |
| 9    | 2023年8月11日 | 臺灣       | 台北 | 台北小巨蛋 | 陳嘉樺、任家萱 | 合唱〈給小孩〉、〈美麗新世界〉                               |
| 10   | 2023年8月12日 | 臺灣       | 台北 | 台北小巨蛋 | 許光漢         | 合唱〈一日〉                                                 |
| 11   | 2023年8月13日 | 臺灣       | 台北 | 台北小巨蛋 | 吳青峰         | 最終場合唱〈你在煩惱什麼〉、〈諷刺的情書〉、〈妳〉、〈十七〉 |

## 外部連結
- YouTube上的《一一巡迴演唱會》2020年7月11日售票 CF
- YouTube上的《一一巡迴演唱會》2020年7月18加場開賣 CF
- YouTube上的《一個無人知曉的時刻》演唱會概念宣傳片